# 6 Heures d'Imola 2024
Navigation
Édition précédente
Les 6 Heures d'Imola 2024, disputées le 21 avril 2024 sur le Autodromo Enzo e Dino Ferrari, sont la quatorzième édition de cette course, la quatrième sur un format de six heures, et la deuxième manche du Championnat du monde d'endurance FIA 2024.

## Qualifications
| Pos. | Classe   | N°  | Écurie                    | Pilote                | Qualification  | Hyperpole      | Grille |
| ---- | -------- | --- | ------------------------- | --------------------- | -------------- | -------------- | ------ |
| 1    | Hypercar | 50  | Ferrari AF Corse          | Antonio Fuoco         | 1 min 30 s 196 | 1 min 29 s 466 | 1      |
| 2    | Hypercar | 83  | AF Corse                  | Robert Shwartzman     | 1 min 30 s 710 | 1 min 29 s 885 | 2      |
| 3    | Hypercar | 51  | Ferrari AF Corse          | Alessandro Pier Guidi | 1 min 30 s 736 | 1 min 29 s 953 | 3      |
| 4    | Hypercar | 6   | Porsche Penske Motorsport | Kévin Estre           | 1 min 31 s 190 | 1 min 30 s 101 | 4      |
| 5    | Hypercar | 5   | Porsche Penske Motorsport | Matt Campbell         | 1 min 30 s 221 | 1 min 30 s 385 | 5      |
| 6    | Hypercar | 7   | Toyota Gazoo Racing       | Kamui Kobayashi       | 1 min 30 s 636 | 1 min 30 s 410 | 6      |
| 7    | Hypercar | 20  | BMW M Team WRT            | René Rast             | 1 min 30 s 950 | 1 min 30 s 600 | 7      |
| 8    | Hypercar | 8   | Toyota Gazoo Racing       | Brendon Hartley       | 1 min 30 s 497 | 1 min 30 s 652 | 8      |
| 9    | Hypercar | 12  | Hertz Team Jota           | Callum Ilott          | 1 min 30 s 992 | 1 min 30 s 656 | 9      |
| 10   | Hypercar | 99  | Proton Competition        | Julien Andlauer       | 1 min 30 s 929 | 1 min 30 s 692 | 10     |
| 11   | Hypercar | 38  | Hertz Team Jota           | Phil Hanson           | 1 min 31 s 322 |                | 11     |
| 12   | Hypercar | 2   | Cadillac Racing           | Alex Lynn             | 1 min 31 s 397 |                | 12     |
| 13   | Hypercar | 15  | BMW M Team WRT            | Dries Vanthoor        | 1 min 31 s 549 |                | 13     |
| 14   | Hypercar | 94  | Peugeot TotalEnergies     | Stoffel Vandoorne     | 1 min 31 s 651 |                | 14     |
| 15   | Hypercar | 93  | Peugeot TotalEnergies     | Jean-Éric Vergne      | 1 min 31 s 748 |                | 15     |
| 16   | Hypercar | 63  | Lamborghini Iron Lynx     | Mirko Bortolotti      | 1 min 31 s 862 |                | 16     |
| 17   | Hypercar | 35  | Alpine Endurance Team     | Paul-Loup Chatin      | 1 min 31 s 980 |                | 17     |
| 18   | Hypercar | 36  | Alpine Endurance Team     | Nicolas Lapierre      | 1 min 32 s 054 |                | 18     |
| 19   | Hypercar | 11  | Isotta Fraschini          | Jean-Karl Vernay      | 1 min 33 s 575 |                | 19     |
| 20   | LMGT3    | 92  | Manthey PureRxcing        | Alex Malykhin (en)    | 1 min 42 s 734 | 1 min 42 s 365 | 20     |
| 21   | LMGT3    | 27  | Heart of Racing Team      | Ian James             | 1 min 43 s 452 | 1 min 43 s 058 | 21     |
| 22   | LMGT3    | 46  | Team WRT                  | Ahmad Al Harthy       | 1 min 43 s 241 | 1 min 43 s 099 | 22     |
| 23   | LMGT3    | 31  | Team WRT                  | Darren Leung (nl)     | 1 min 43 s 281 | 1 min 43 s 105 | 23     |
| 24   | LMGT3    | 85  | Iron Dames                | Sarah Bovy            | 1 min 42 s 924 | 1 min 43 s 151 | 24     |
| 25   | LMGT3    | 88  | Proton Competition        | Giorgio Roda          | 1 min 43 s 416 | 1 min 43 s 229 | 25     |
| 26   | LMGT3    | 91  | Manthey EMA               | Yasser Shahin (en)    | 1 min 43 s 134 | 1 min 43 s 399 | 26     |
| 27   | LMGT3    | 55  | Vista AF Corse            | François Hériau       | 1 min 43 s 198 | 1 min 43 s 523 | 27     |
| 28   | LMGT3    | 54  | Vista AF Corse            | Thomas Flohr          | 1 min 43 s 225 | 1 min 43 s 650 | 28     |
| 29   | LMGT3    | 59  | United Autosports         | James Cottingham      | 1 min 43 s 882 | 1 min 43 s 835 | 29     |
| 30   | LMGT3    | 81  | TF Sport                  | Tom van Rompuy (de)   | 1 min 43 s 897 |                | 30     |
| 31   | LMGT3    | 777 | D'station Racing          | Clément Mateu         | 1 min 43 s 947 |                | 31     |
| 32   | LMGT3    | 82  | TF Sport                  | Hiroshi Koizumi       | 1 min 44 s 108 |                | 32     |
| 33   | LMGT3    | 77  | Proton Competition        | Ryan Hardwick         | 1 min 44 s 118 |                | 33     |
| 34   | LMGT3    | 95  | United Autosports         | Josh Caygill          | 1 min 44 s 291 |                | 34     |
| 35   | LMGT3    | 78  | Akkodis ASP Team          | Arnold Robin          | 1 min 44 s 347 |                | 35     |
| 36   | LMGT3    | 60  | Iron Lynx                 | Claudio Schiavoni     | 1 min 46 s 254 |                | 36     |
| 37   | LMGT3    | 87  | Akkodis ASP Team          | Takeshi Kimura        | Pas de temps   |                | 37     |

## La course

### Classement de la course
Voici le classement officiel au terme de la course.
- Les vainqueurs de chaque catégorie sont signalés par un fond jauni.
- Pour la colonne Pneus, il faut passer le curseur au-dessus du modèle pour connaître le manufacturier de pneumatiques.

| Pos        | Classe   | no  | Écurie                    | Pilotes                                               | Châssis                            | Pneus | Tours | Temps                     |
| Pos        | Classe   | no  | Écurie                    | Pilotes                                               | Moteur                             | Pneus | Tours | Temps                     |
| ---------- | -------- | --- | ------------------------- | ----------------------------------------------------- | ---------------------------------- | ----- | ----- | ------------------------- |
| 1          | Hypercar | 7   | Toyota Gazoo Racing       | Mike Conway Kamui Kobayashi Nyck de Vries             | Toyota GR010 Hybrid                | M     | 205   | 6 h 00 min 34 s 717       |
| 1          | Hypercar | 7   | Toyota Gazoo Racing       | Mike Conway Kamui Kobayashi Nyck de Vries             | Toyota H8909 3,5 L V6 Bi-Turbo     | M     | 205   | 6 h 00 min 34 s 717       |
| 2          | Hypercar | 6   | Porsche Penske Motorsport | Kévin Estre André Lotterer Laurens Vanthoor           | Porsche 963                        | M     | 205   | + 7 s 081                 |
| 2          | Hypercar | 6   | Porsche Penske Motorsport | Kévin Estre André Lotterer Laurens Vanthoor           | Porsche 9RD 4,6 L V8 Twin-Turbo    | M     | 205   | + 7 s 081                 |
| 3          | Hypercar | 5   | Porsche Penske Motorsport | Matt Campbell Michael Christensen Frédéric Makowiecki | Porsche 963                        | M     | 205   | + 25 s 626                |
| 3          | Hypercar | 5   | Porsche Penske Motorsport | Matt Campbell Michael Christensen Frédéric Makowiecki | Porsche 9RD 4,6 L V8 Twin-Turbo    | M     | 205   | + 25 s 626                |
| 4          | Hypercar | 50  | Ferrari AF Corse          | Antonio Fuoco Miguel Molina Nicklas Nielsen           | Ferrari 499P                       | M     | 205   | + 31 s 469                |
| 4          | Hypercar | 50  | Ferrari AF Corse          | Antonio Fuoco Miguel Molina Nicklas Nielsen           | Ferrari F163 3,0 L V6 Bi-Turbo     | M     | 205   | + 31 s 469                |
| 5          | Hypercar | 8   | Toyota Gazoo Racing       | Sébastien Buemi Brendon Hartley Ryo Hirakawa          | Toyota GR010 Hybrid                | M     | 205   | + 33 s 777                |
| 5          | Hypercar | 8   | Toyota Gazoo Racing       | Sébastien Buemi Brendon Hartley Ryo Hirakawa          | Toyota H8909 3,5 L V6 Bi-Turbo     | M     | 205   | + 33 s 777                |
| 6          | Hypercar | 20  | BMW M Team WRT            | Robin Frijns Sheldon van der Linde René Rast          | BMW M Hybrid V8                    | M     | 204   | + 1 Tour                  |
| 6          | Hypercar | 20  | BMW M Team WRT            | Robin Frijns Sheldon van der Linde René Rast          | BMW P66/3 4,0 L V8 Twin-Turbo      | M     | 204   | + 1 Tour                  |
| 7          | Hypercar | 51  | Ferrari AF Corse          | James Calado Antonio Giovinazzi Alessandro Pier Guidi | Ferrari 499P                       | M     | 204   | + 1 Tour                  |
| 7          | Hypercar | 51  | Ferrari AF Corse          | James Calado Antonio Giovinazzi Alessandro Pier Guidi | Ferrari F163 3,0 L V6 Bi-Turbo     | M     | 204   | + 1 Tour                  |
| 8          | Hypercar | 83  | AF Corse                  | Robert Kubica Robert Shwartzman Yifei Ye              | Ferrari 499P                       | M     | 204   | + 1 Tour                  |
| 8          | Hypercar | 83  | AF Corse                  | Robert Kubica Robert Shwartzman Yifei Ye              | Ferrari F163 3,0 L V6 Bi-Turbo     | M     | 204   | + 1 Tour                  |
| 9          | Hypercar | 93  | Peugeot TotalEnergies     | Mikkel Jensen Nico Müller Jean-Éric Vergne            | Peugeot 9X8 2024                   | M     | 203   | + 2 Tours                 |
| 9          | Hypercar | 93  | Peugeot TotalEnergies     | Mikkel Jensen Nico Müller Jean-Éric Vergne            | Peugeot X6H 2,6 L V6 Bi-Turbo      | M     | 203   | + 2 Tours                 |
| 10         | Hypercar | 2   | Cadillac Racing           | Earl Bamber Alex Lynn                                 | Cadillac V-Series.R                | M     | 203   | + 2 Tours                 |
| 10         | Hypercar | 2   | Cadillac Racing           | Earl Bamber Alex Lynn                                 | Cadillac LMC55R 5,5 L V8 Atmo      | M     | 203   | + 2 Tours                 |
| 11         | Hypercar | 38  | Hertz Team Jota           | Jenson Button Phil Hanson Oliver Rasmussen            | Porsche 963                        | M     | 203   | + 2 Tours                 |
| 11         | Hypercar | 38  | Hertz Team Jota           | Jenson Button Phil Hanson Oliver Rasmussen            | Porsche 9RD 4,6 L V8 Twin-Turbo    | M     | 203   | + 2 Tours                 |
| 12         | Hypercar | 63  | Lamborghini Iron Lynx     | Mirko Bortolotti Daniil Kvyat Edoardo Mortara         | Lamborghini SC63                   | M     | 203   | + 2 Tours                 |
| 12         | Hypercar | 63  | Lamborghini Iron Lynx     | Mirko Bortolotti Daniil Kvyat Edoardo Mortara         | Lamborghini 3,8 L V8 Bi-Turbo      | M     | 203   | + 2 Tours                 |
| 13         | Hypercar | 35  | Alpine Endurance Team     | Paul-Loup Chatin Jules Gounon Charles Milesi          | Alpine A424                        | M     | 201   | + 4 Tours                 |
| 13         | Hypercar | 35  | Alpine Endurance Team     | Paul-Loup Chatin Jules Gounon Charles Milesi          | Alpine 3,4 L V6 Turbo              | M     | 201   | + 4 Tours                 |
| 14         | Hypercar | 12  | Hertz Team Jota           | Callum Ilott Norman Nato Will Stevens                 | Porsche 963                        | M     | 200   | + 5 Tours                 |
| 14         | Hypercar | 12  | Hertz Team Jota           | Callum Ilott Norman Nato Will Stevens                 | Porsche 9RD 4,6 L V8 Twin-Turbo    | M     | 200   | + 5 Tours                 |
| 15         | Hypercar | 94  | Peugeot TotalEnergies     | Paul di Resta Loïc Duval Stoffel Vandoorne            | Peugeot 9X8 2024                   | M     | 199   | + 6 Tours                 |
| 15         | Hypercar | 94  | Peugeot TotalEnergies     | Paul di Resta Loïc Duval Stoffel Vandoorne            | Peugeot X6H 2,6 L V6 Bi-Turbo      | M     | 199   | + 6 Tours                 |
| 16         | Hypercar | 36  | Alpine Endurance Team     | Nicolas Lapierre Mick Schumacher Matthieu Vaxivière   | Alpine A424                        | M     | 199   | + 6 Tours                 |
| 16         | Hypercar | 36  | Alpine Endurance Team     | Nicolas Lapierre Mick Schumacher Matthieu Vaxivière   | Alpine 3,4 L V6 Turbo              | M     | 199   | + 6 Tours                 |
| 17         | Hypercar | 11  | Isotta Fraschini          | Carl Bennett Antonio Serravalle Jean-Karl Vernay      | Isotta Fraschini Tipo 6-C          | M     | 191   | + 14 Tours                |
| 17         | Hypercar | 11  | Isotta Fraschini          | Carl Bennett Antonio Serravalle Jean-Karl Vernay      | Isotta Fraschini 3.0 L Turbo V6    | M     | 191   | + 14 Tours                |
| 18         | LMGT3    | 31  | Team WRT                  | Augusto Farfus Sean Gelael Darren Leung (nl)          | BMW M4 GT3                         | G     | 187   | + 18 Tours                |
| 18         | LMGT3    | 31  | Team WRT                  | Augusto Farfus Sean Gelael Darren Leung (nl)          | BMW P58 3,0 L i6 M TwinPower Turbo | G     | 187   | + 18 Tours                |
| 19         | LMGT3    | 46  | Team WRT                  | Ahmad Al Harthy Maxime Martin Valentino Rossi         | BMW M4 GT3                         | G     | 187   | + 18 Tours                |
| 19         | LMGT3    | 46  | Team WRT                  | Ahmad Al Harthy Maxime Martin Valentino Rossi         | BMW P58 3,0 L i6 M TwinPower Turbo | G     | 187   | + 18 Tours                |
| 20         | LMGT3    | 92  | Manthey PureRxcing        | Klaus Bachler Alex Malykhin (en) Joel Sturm (nl)      | Porsche 911 GT3 R                  | G     | 186   | + 19 Tours                |
| 20         | LMGT3    | 92  | Manthey PureRxcing        | Klaus Bachler Alex Malykhin (en) Joel Sturm (nl)      | Porsche M97/80 4,2 L Flat Six Atmo | G     | 186   | + 19 Tours                |
| 21         | LMGT3    | 55  | Vista AF Corse            | François Hériau Simon Mann Alessio Rovera             | Ferrari 296 GT3                    | G     | 186   | + 19 Tours                |
| 21         | LMGT3    | 55  | Vista AF Corse            | François Hériau Simon Mann Alessio Rovera             | Ferrari F163CE 3,0 L V6 Turbo      | G     | 186   | + 19 Tours                |
| 22         | LMGT3    | 27  | Heart of Racing Team      | Ian James Daniel Mancinelli Alex Riberas              | Aston Martin Vantage AMR GT3 Evo   | G     | 185   | + 20 Tours                |
| 22         | LMGT3    | 27  | Heart of Racing Team      | Ian James Daniel Mancinelli Alex Riberas              | Aston Martin M177 4,0 L V8 Turbo   | G     | 185   | + 20 Tours                |
| 23         | LMGT3    | 95  | United Autosports         | Josh Caygill Nico Pino Marino Sato                    | McLaren 720S GT3 Evo               | G     | 185   | + 20 Tours                |
| 23         | LMGT3    | 95  | United Autosports         | Josh Caygill Nico Pino Marino Sato                    | McLaren M840T 4,0 l V8 Twin-Turbo  | G     | 185   | + 20 Tours                |
| 24         | LMGT3    | 81  | TF Sport                  | Rui Andrade Charlie Eastwood Tom van Rompuy (de)      | Corvette Z06 GT3.R                 | G     | 185   | + 20 Tours                |
| 24         | LMGT3    | 81  | TF Sport                  | Rui Andrade Charlie Eastwood Tom van Rompuy (de)      | Chevrolet LT6.R 5,5 L V8 Atmo      | G     | 185   | + 20 Tours                |
| 25         | LMGT3    | 82  | TF Sport                  | Sébastien Baud Daniel Juncadella Hiroshi Koizumi      | Corvette Z06 GT3.R                 | G     | 185   | + 20 Tours                |
| 25         | LMGT3    | 82  | TF Sport                  | Sébastien Baud Daniel Juncadella Hiroshi Koizumi      | Chevrolet LT6.R 5,5 L V8 Atmo      | G     | 185   | + 20 Tours                |
| 26         | LMGT3    | 77  | Proton Competition        | Ben Barker Ryan Hardwick Zacharie Robichon            | Ford Mustang GT3                   | G     | 184   | + 21 Tours                |
| 26         | LMGT3    | 77  | Proton Competition        | Ben Barker Ryan Hardwick Zacharie Robichon            | Ford Coyote 5,4 L V8 Atmo          | G     | 184   | + 21 Tours                |
| 27         | LMGT3    | 777 | D'station Racing          | Erwan Bastard Clément Mateu Marco Sørensen            | Aston Martin Vantage AMR GT3 Evo   | G     | 184   | + 21 Tours                |
| 27         | LMGT3    | 777 | D'station Racing          | Erwan Bastard Clément Mateu Marco Sørensen            | Aston Martin M177 4,0 L V8 Turbo   | G     | 184   | + 21 Tours                |
| 28         | LMGT3    | 59  | United Autosports         | Nicolas Costa James Cottingham Grégoire Saucy         | McLaren 720S GT3 Evo               | G     | 184   | + 21 Tours                |
| 28         | LMGT3    | 59  | United Autosports         | Nicolas Costa James Cottingham Grégoire Saucy         | McLaren M840T 4,0 l V8 Twin-Turbo  | G     | 184   | + 21 Tours                |
| 29         | LMGT3    | 54  | Vista AF Corse            | Francesco Castellacci Thomas Flohr Davide Rigon       | Ferrari 296 GT3                    | G     | 184   | + 21 Tours                |
| 29         | LMGT3    | 54  | Vista AF Corse            | Francesco Castellacci Thomas Flohr Davide Rigon       | Ferrari F163CE 3,0 L V6 Turbo      | G     | 184   | + 21 Tours                |
| 30         | LMGT3    | 60  | Iron Lynx                 | Matteo Cressoni Franck Perera Claudio Schiavoni       | Lamborghini Huracán GT3 Evo 2      | G     | 183   | + 22 Tours                |
| 30         | LMGT3    | 60  | Iron Lynx                 | Matteo Cressoni Franck Perera Claudio Schiavoni       | Lamborghini DGF 5,2 L V10 Atmo     | G     | 183   | + 22 Tours                |
| 31         | LMGT3    | 78  | Akkodis ASP Team          | Timur Boguslavskiy Kelvin van der Linde Arnold Robin  | Lexus RC F GT3                     | G     | 183   | + 22 Tours                |
| 31         | LMGT3    | 78  | Akkodis ASP Team          | Timur Boguslavskiy Kelvin van der Linde Arnold Robin  | Toyota 2UR-GSE 5,0 L V8 Atmo       | G     | 183   | + 22 Tours                |
| 32         | LMGT3    | 87  | Akkodis ASP Team          | Takeshi Kimura José María López Esteban Masson        | Lexus RC F GT3                     | G     | 182   | + 23 Tours                |
| 32         | LMGT3    | 87  | Akkodis ASP Team          | Takeshi Kimura José María López Esteban Masson        | Toyota 2UR-GSE 5,0 L V8 Atmo       | G     | 182   | + 23 Tours                |
| 33         | LMGT3    | 91  | Manthey EMA               | Richard Lietz Morris Schuring Yasser Shahin (en)      | Porsche 911 GT3 R                  | G     | 171   | + 34 Tours                |
| 33         | LMGT3    | 91  | Manthey EMA               | Richard Lietz Morris Schuring Yasser Shahin (en)      | Porsche M97/80 4,2 L Flat Six Atmo | G     | 171   | + 34 Tours                |
| Non classé |          |     |                           |                                                       |                                    |       |       |                           |
| N.c.       | Hypercar | 99  | Proton Competition        | Julien Andlauer Neel Jani Harry Tincknell             | Porsche 963                        | M     | 167   | Non classé                |
| N.c.       | Hypercar | 99  | Proton Competition        | Julien Andlauer Neel Jani Harry Tincknell             | Porsche 9RD 4,6 L V8 Twin-Turbo    | M     | 167   | Non classé                |
| N.c.       | LMGT3    | 85  | Iron Dames                | Sarah Bovy Michelle Gatting Doriane Pin               | Lamborghini Huracán GT3 Evo 2      | G     | 33    | Non classé                |
| N.c.       | LMGT3    | 85  | Iron Dames                | Sarah Bovy Michelle Gatting Doriane Pin               | Lamborghini DGF 5,2 L V10 Atmo     | G     | 33    | Non classé                |
| Abd.       | LMGT3    | 88  | Proton Competition        | Dennis Olsen Mikkel O. Pedersen Giorgio Roda          | Ford Mustang GT3                   | G     | 82    | Abandon                   |
| Abd.       | LMGT3    | 88  | Proton Competition        | Dennis Olsen Mikkel O. Pedersen Giorgio Roda          | Ford Coyote 5,4 L V8 Atmo          | G     | 82    | Abandon                   |
| DSQ        | Hypercar | 15  | BMW M Team WRT            | Raffaele Marciello Dries Vanthoor Marco Wittmann      | BMW M Hybrid V8                    | M     | 163   | Non respect du Parc fermé |
| DSQ        | Hypercar | 15  | BMW M Team WRT            | Raffaele Marciello Dries Vanthoor Marco Wittmann      | BMW P66/3 4,0 L V8 Twin-Turbo      | M     | 163   | Non respect du Parc fermé |

## Pole position et record du tour
- Pole position :  Antonio Fuoco (#50 Ferrari AF Corse) en 1 min 29 s 466
- Meilleur tour en course :  Antonio Fuoco (#50 Ferrari AF Corse) en 1 min 31 s 794

## Tours en tête
- no 50 Ferrari 499P - Ferrari AF Corse :  39 tours (1-34 / 135-138 / 174)[11]
- no 51 Ferrari 499P - Ferrari AF Corse :  86 tours (35 / 38-69 / 73-102 / 105-127)
- no 5 Porsche 963 - Porsche Penske Motorsport :  6 tours (36 / 70 / 104 / 171-173)
- no 12 Porsche 963 - Hertz Team Jota :  3 tours (37 / 71-72)
- no 6 Porsche 963 - Porsche Penske Motorsport :  2 tours (103 / 170)
- no 7 Toyota GR010 Hybrid - Toyota Gazoo Racing :  69 tours (128-134 / 139-169 / 175-205)

## À noter
- Longueur du circuit : 4,909 km
- Distance parcourue par les vainqueurs : 1 006,345 km